# 襄樊战役
襄樊战役，是1948年中国人民解放军与中华民国国军之间围绕湖北省襄樊的攻防战。

## 战果与影响
战后，白崇禧司令部总结战役:“襄阳城西南各高地能瞰制全城，羊牯山离我城西南角仅四百公尺，轻重机枪及火炮可以纵射西南城垣，瞰制南面城垣，诚为阵地之锁匙部。自放弃西南各高地之次日晚，匪即突破城防工事。守山地几十日匪攻不下；退守城内一日即被攻陷，足证放弃西南高地之失策。”
毛泽东称襄樊战役为全国“五路大捷”之一，此战活捉康泽「胜利极大、甚好甚慰”。朱德称此战为“小的模范战役”。